# Emil Dovifat
Emíl Dovifat (Moresnet Neutral, 27 de desembre de 1890- Berlín, 8 d'octubre de 1969) va ser un reputat periodista. Va estudiar filosofia a la Universitat de Múnic i la Universitat de Leipzig. Més tard, es va doctorar a la Universitat Humboldt de Berlín. Deixeble de Carl Sonnenschein (1876-1929), figura rellevant del catolicisme social alemany i pioner als estudis de periodisme durant la República de Weimar.
L'any 1928 es va habilitar com a professor de periodisme de la Universitat Friedrich-Wilhelms de Berlín. Director del Instituts für Publizistik de la Universitat Lliure de Berlín (1948-1959). Al 1956, crea la revista Publizistik amb un ampli ventall de continguts temàtics, des de premsa, revistes, ràdio, televisió, retòrica, publicitat, etc.
Un dels pares de la publicística i un dels investigadors de comunicació més importants durant els anys 20. A les classes, Dovifat insistia a diferenciar informació d'opinió, i les seves idees sobre públic i opinió pública van tenir una influència central a la trajectòria professional de Elisabeth Noelle-Neumann.

## Obra
Dovifat defineix el concepte de periodisme i teoritza sobre les pràctiques professionals, l'ètica, i els diferents gèneres periodístics. Va ser un dels impulsors dels estudis universitaris de publicitat i de la dimensió acadèmica del periodisme, a Alemanya. Els seus treball inclouen aspectes com les tècniques constructives i la Deontologia professional periodística, la privacitat i el dret a l'honor, el rumor i les fonts.
La seva obra d'inspiració catòlica va tenir gran influència i difusió a Espanya i Amèrica Llatina.
La vida i obra d'Emíl Dovifat ha estat recollida a Dimensions of public communication: Publizistik the system of Emíl Dovifat (1971), de Wolf Leo Hurting i a Emíl Dovifat: Ein katholischer Hochshullehrer und Publizist (1986), de Klaus-Ulrich Benedikt.
Entre els seus llibres destaquen:
- Zeitungswissenschaft, 2 vols. Gruyter, Berlín, 1931.
- Zeitungslehre, 2 vols. [I. Theoretische Grundlagen. Nachricht und Meinung. Sprache und Form. II. Schriftleitung. Stoffbeschaffung und Bearbeitung. Technik und Wirtschaft des Betriebes], Gruyter, Berlín, 1937.
- Handbuch der Publizistik, 3 vols. [I. Allgemeine Publizistik; II. Praktische publizistik (1); III. Praktische publizistik (2)], Gruyter, Berlín, 1968-1969.

En llengua espanyola han estat publicats:
- Periodismo, UTEHA, Mèxic, 1959.
- Política de la información, Eunsa, Pamplona, 1980.